# Cimarron (fiume)
Il Cimarron è un fiume del Nord America si estende per 1.123 km (698 miglia) attraverso Nuovo Messico, Oklahoma, Colorado e Kansas; è un affluente del fiume Arkansas.
Il suo nome proviene dal iniziale denominazione data in Spagnolo di Río de los Carneros Cimarrón, che è usualmente tradotta in inglese in River of the Wild Sheep (Fiume delle Pecore Selvatiche). I primi esploratori americani lo chiamarono anche "the Red Fork of the Arkansas" (la ramificazione rossa dell'Arkansas) a causa del colore rosso delle sue acque.